# Овендо (Јужна Каролина)
Овендо (енгл. Awendaw) град је у америчкој савезној држави Јужна Каролина.

## Демографија
По попису из 2010. године број становника је 1.294, што је 99 (8,3%) становника више него 2000. године.
| Група             | 2000.       | 2010.       |
| Белци             | 410 (34,3%) | 522 (40,3%) |
| Афроамериканци    | 772 (64,6%) | 747 (57,7%) |
| Азијати           | 1 (0,1%)    | 4 (0,3%)    |
| Хиспаноамериканци | 11 (0,9%)   | 12 (0,9%)   |
| Укупно            | 1.195       | 1.294       |